# Избирательный округ Уоллис и Футуна
Избирательный округ Уоллис и Футуна — французский законодательный избирательный округ, охватывающий заморское сообщество Уоллис и Футуна. Он представлен в XV законодательном собрании Сильвеном Бриалем, независимым политиком левого толка, который победил Наполя Полутеле на дополнительных выборах 2018 года.

## Описание округа
Граница избирательного округа Уоллис и Футуна указана в законе 85-691 от 10 июля 1985 года. В его состав входят следующие административно-территориальные единицы:
- Ало (код 98611),
- Сигав (код 98612),
- Увеа (код 98613).

Каждый из этих территориальных округов расположен на основных островах Уоллис (префектура Мата-Уту), Алофи и Футуна.
Согласно данным Национального института статистики и экономических исследований Франции (INSEE) общая численность населения района оценивается в 11 600 жителей (2018), при том, что в 2017 году в каждом округе проживало в среднем 125 000 жителей.
С момента своего создания этот округ был вторым по численности населения во Франции после Сен-Пьер и Микелона (6034 человека в 2014 году). До 2012 года он был третьим после избирательного округа Лозер, упразднённого в 2010 году; с тех пор он предшествует избирательному округу Сен-Бартелеми и Сен-Мартен (44 534 жителей в 2014 году).

## Депутаты
| Законодательный орган | Начало срока     | Конец срока       | Депутат                               | Партия                            | Примечания |
| --------------------- | ---------------- | ----------------- | ------------------------------------- | --------------------------------- | --- |
| I                     | 9 декабря 1958   | 9 октября 1962    | Эрве Лосте                            | НЦНК                              | Округ создан 25 марта 1962 года. Срок полномочий был сокращен после роспуска парламента по решению Шарля Де Голля.                         |
| II                    | 6 декабря 1962   | 2 апреля 1967     | Эрве Лосте                            | НР                                | |
| III                   | 3 апреля 1967    | 30 мая 1968       | Бенджамин Бриал                       | СДПР                              | Срок полномочий был сокращен после роспуска парламента по решению Шарля Де Голля.                                                          |
| IV                    | 11 июля 1968 г.  | 1 апреля 1973 г.  | Бенджамин Бриал                       | СДПР                              | |
| V                     | 2 апреля 1973 г. | 2 апреля 1978 г.  | Бенджамин Бриал                       | ОПР                               | |
| VI                    | 3 апреля 1978 г. | 22 мая 1981 г.    | Бенджамин Бриал                       | ОПР                               | Срок полномочий был сокращен после роспуска парламента по решению Франсуа Миттерана.                                                       |
| VII                   | 2 июля 1981 г.   | 1 апреля 1986 г.  | Бенджамин Бриал                       | ОПР                               | |
| VIII                  | 2 апреля 1986 г. | 14 мая 1988 г.    | Бенджамин Бриал                       | ОПР                               | Пропорционально по отделам, без депутатов по округам. Срок полномочий был сокращен после роспуска парламента по решению Франсуа Миттерана. |
| IX                    | 23 июня 1988 г.  | 1 апреля 1993 г.  | Бенджамин Бриал                       | ОПР                               | |
| X                     | 2 апреля 1993 г. | 21 апреля 1997 г. | Камило Гата                           | Радикальная левая партия          | Срок полномочий был сокращен после роспуска парламента по решению Жака Ширака.                                                             |
| XI                    | 12 июня 1997 г.  | 18 июня 2002 г.   | Виктор Бриал                          | ОПР                               | |
| XII                   | 19 июня 2002 г.  | 19 июня 2007 г.   | Виктор Бриал                          | СНД                               | |
| XIII                  | 20 июня 2007     | 19 июня 2012      | Альберт Ликувалу                      | Социалистическая партия           | |
| XIV                   | 20 июня 2012 г.  | 20 июня 2017 г.   | Давид Верже, затем Наполь Полутеле    | СНД, затем Разные левые           | Выборы Давида Верже отменены 25 января 2013 г.                                                                                             |
| XV                    | 21 июня 2017 г.  | 21 июня 2022 г.   | Наполь Полутеле, затем Сильвен Бриаль | Разные левые, затем Разные правые | Выборы Наполя Полютеле отменены 2 февраля 2018 г. Дополнительные выборы 15 апреля 2018 г.                                                  |

## История выборов

### Выборы 1993 года
Выборы в законодательные органы Франции 1993 года состоялись в воскресенье, 21 и 28 марта 1993 года .
| Кандидат              | Партия | %     | Голосов |
| --------------------- | ------ | ----- | ------- |
| Камило Гата           | РЛП    | 52,41 | 3 066   |
| Хлодвиг Логологофолау | ОПР    | 47,59 | 2 784   |

### Выборы 1997 года
Французские выборы в законодательных органы 1997 состоялись в воскресенья 25 мая и 1 июня 1997 года .
| Кандидат         | Партия        | %     | Голосов |
| ---------------- | ------------- | ----- | ------- |
| Виктор Бриал     | ОПР           | 42,79 | 2639    |
| Камило Гата      | РЛП           | 37,85 | 2334    |
| Хоатау Сиолесьо  | СФД           | 9,92  | 612     |
| Песомино Тапутай | Диссидент ОПР | 9,44  | 582     |

| Кандидат     | Партия | %     | Голосов |
| ------------ | ------ | ----- | ------- |
| Виктор Бриал | ОПР    | 51,34 | 3241    |
| Камило Гата  | РЛП    | 48,66 | 3072    |

Уровень воздержавшихся составил 19,37 % в первом туре и 17,10 % во втором.

### Выборы 2002 года
Выборы в законодательные органы Франции в 2002 году прошли в воскресенье 9 и 16 июня 2002 года.
| Кандидат          | Партия       | %     | Голосов |
| ----------------- | ------------ | ----- | ------- |
| Виктор Бриал      | СНД          | 50,39 | 3774    |
| Пенесио Тьялетаги | Разные левые | 49,61 | 3716    |

Уровень воздержавшихся составил 19,37 % в первом туре и 17,10 % во втором.
19 декабря 2002 года Конституционный совет признал эти выборы недействительными.

### Дополнительные выборы 2003 г.
После признания Конституционным советом выборов 2002 года недействительными, в 2003 году были организованы частичные выборы в законодательные органы. Они проходили по воскресеньям 17 и 24 марта 2003 года .
| Кандидат          | Партия       | %     | Голосов    |
| ----------------- | ------------ | ----- | ---------- |
| Виктор Бриал      | СНД          | 52,07 | неизвестно |
| Пенесио Тьялетаги | Разные левые | 47,93 | неизвестно |

### Выборы 2007 года
Выборы в законодательные органы Франции 2007 года состоялись в воскресенье 10 и 17 июня 2007 года.
| Кандидат         | Партия                  | %     | Голосов |
| ---------------- | ----------------------- | ----- | ------- |
| Альберт Ликувалу | Социалистическая партия | 51,79 | 4152    |
| Виктор Бриал     | СНД                     | 48,21 | 3865    |

Уровень воздержавшихся составил 29,67 % в первом туре и 27,50 % во втором.

### Выборы 2012 года
| Кандидат            | Партия                   | %     | Голосов |
| ------------------- | ------------------------ | ----- | ------- |
| Давид Верже         | СНД                      | 28,80 | 1997    |
| Микаэль Кулимоетоке | Разные левые             | 19,40 | 1345    |
| Альберт Ликувалу    | Радикальная левая партия | 17,00 | 1179    |
| Эпифано Туи         | Социалистическая партия  | 13,17 | 913     |
| Антонио Илальо      | MoDem                    | 12,37 | 858     |
| Симоне Ванаи        | Социалистическая партия  | 9,26  | 642     |

| Кандидат            | Партия                   | %     | Голосов |
| ------------------- | ------------------------ | ----- | ------- |
| Давид Верже         | СНД                      | 41,61 | 3068    |
| Микаэль Кулимоетоке | Разные левые             | 41,04 | 3026    |
| Альберт Ликувалу    | Радикальная левая партия | 17,36 | 1280    |

### Частичные выборы 2013 года
Итоги выборов 2012 года были аннулированы из-за финансовых нарушений, в результате чего 17 и 24 марта 2013 года были проведены дополнительные выборы. Два кандидата баллотировались от левых, включая Лорианн Верже от социалистов. Она была первой женщиной, которая когда-либо баллотировалась в качестве кандидата в парламент от избирательного округа, и была женой Давида Верже, который представлял другую сторону политического спектра. Стремясь сохранить место за правым, Наполь Полутеле выступал в качестве независимого представителя, одобренного Союзом за народное движение.
Все три кандидата получили достаточно хорошие результаты, чтобы пройти во второй тур, где Полутеле получил почти тот же результат, что и в первом, и был избран. Двумя месяцами позже, будучи избранным в ряды оппозиции (хотя официально как независимый), он присоединился к большинству, возглавляемому социалистами. Он откровенно объяснил, что, будучи членом большинства, ему будет легче лоббировать в правительстве средства и услуги для своих избирателей, которые, по его словам, мало заботятся о расколе между левыми и правыми, преобладающем в столичной Франции. Впоследствии он сидел как независимый на скамейках слева.
| Кандидат                   | Кандидат            | Партия                         | Первый тур | Первый тур | Второй тур | Второй тур |
| Кандидат                   | Кандидат            | Партия                         | Голосолв   | %          | Голосов    | %          |
| -------------------------- | ------------------- | ------------------------------ | ---------- | ---------- | ---------- | ---------- |
|                            | Наполь Полутеле     | Разные левые при поддержке СНД | 2543       | 37.39      | 2695       | 37.51      |
|                            | Микаэль Кулимоетоке | Социалистическая партия        | 2253       | 33.12      | 2318       | 32.27      |
|                            | Лорьян Верже        | Разные правые                  | 2006       | 29.49      | 2171       | 30.22      |
|                            |                     |                                |            |            |            |            |
| Зарегистрировано           | Зарегистрировано    | Зарегистрировано               | 9070       | 100.00     | 9090       | 100.00     |
| Воздержавшиеся             |                     |                                |            |            |            |            |
| Избиратели                 | Избиратели          | Избиратели                     | 6865       | 75.7       | 7243       | 79.7       |
| Недействительные бюллетени |                     |                                |            |            |            |            |
| Всего голосов              | Всего голосов       | Всего голосов                  | 6802       | 75         | 7184       | 79         |

### Выборы 2017 года
|                                                                          |                                  |                         |        |  |  |
|                                                                          |                                  | Первый тур 11.июнь.2017 |        |  |  |
|                                                                          |                                  |                         |        |  |  |
|                                                                          |                                  | Голосов                 | %      |  |  |
| Зарегистрировано                                                         | Зарегистрировано                 | 8480                    | 100,00 |  |  |
| Воздержавшиеся                                                           | Воздержавшиеся                   | 1588                    | 18,73  |  |  |
| Итого избирателей                                                        | Итого избирателей                | 6892                    | 81,27  |  |  |
|                                                                          |                                  |                         | %      |  |  |
| Пустые бюллетени                                                         | Пустые бюллетени                 | 31                      | 0,45   |  |  |
| Испорченные бюллетени                                                    | Испорченные бюллетени            | 22                      | 0,32   |  |  |
| Количество голосов                                                       | Количество голосов               | 6839                    | 99,23  |  |  |
|                                                                          |                                  |                         |        |  |  |
| Кандидат (партии и союзы)                                                | Кандидат (партии и союзы)        | Голосов                 | %      |  |  |
|                                                                          |                                  |                         |        |  |  |
|                                                                          | Наполь Полутеле Разные левые     | 3436                    | 50,24  |  |  |
|                                                                          | Сильвен Бриал Разные левые       | 3159                    | 46,19  |  |  |
|                                                                          | Эрве Мишель Делорд Республиканцы | 244                     | 3,57   |  |  |
| Источник: Ministère de l’Intérieur — Circonscription de Wallis-et-Futuna |                                  |                         |        |  |  |

### Частичные выборы 2018 г.
Жителям избирательного округа Уоллис и Футуна требуется избрать нового депутата после отмены результатов июня 2017 года Конституционным советом. Действительно, выборы Наполя Полутеле были отменены 2 февраля 2018 года из-за отсутствия около шестидесяти подписей на листах посещаемости. Соответственно, соответствующие голоса аннулируются, и Наполь Полутеле больше не получает абсолютного большинства голосов, благодаря которому он был избран в первом туре.
Дополнительные выборы должны быть проведены в течение трех месяцев после объявления об аннулировании. Дату назначили 15 апреля 2018 года, ей стали 1 и 16 марта 2018 года. Требовался только первый тур выборов.
|                            | Сильвен Бриаль             | Разные правые (Республиканцы) | 3656 | 51,61  | ▲ 5,42 % |  |  |  |
|                            | Наполь Полутеле*           | СДН                           | 3428 | 48,39  | ▼ 1,85 % |  |  |  |
|                            |                            |                               |      |        |          |  |  |  |
| Зарегистрировано           | Зарегистрировано           | Зарегистрировано              | 8580 | 100,00 |          |  |  |  |
| Воздержавшиеся             | Воздержавшиеся             | Воздержавшиеся                | 1457 | 16,98  |          |  |  |  |
| Итого избирателей          | Итого избирателей          | Итого избирателей             | 7123 | 83,02  |          |  |  |  |
| Пустые бюллетени           | Пустые бюллетени           | Пустые бюллетени              | 23   | 0,32   |          |  |  |  |
| Недействительные бюллетени | Недействительные бюллетени | Недействительные бюллетени    | 16   | 0,22   |          |  |  |  |
| Количество голосов         | Количество голосов         | Количество голосов            | 7084 | 99,45  |          |  |  |  |
| *уходящий депутат          |                            |                               |      |        |          |  |  |  |